# Ostviertel (Essen)
Das Ostviertel ist ein Stadtteil der Stadt Essen und bildet zusammen mit dem Westviertel, dem Nordviertel, dem Südviertel, dem Südostviertel und dem Stadtkern die Stadtmitte.

## Charakter
Das Ostviertel besteht überwiegend aus dichter Wohnbebauung und Industrieansiedlungen. Die Wohngebiete grenzen direkt an den Stadtkern und werden durch die Goldschmidtstraße von den Gewerbegebieten und Industrieansiedlungen abgetrennt. Durch die nahe Lage im Innenstadtbereich ist das Wohngebiet durch mehrere Straßenbahn- und Buslinien der Ruhrbahn an den öffentlichen Personennahverkehr angeschlossen. 
Hier befindet sich das ehemalige Essener Hauptbad, ein Schwimmbad auch für Wettkämpfe mit etwa 1000 Tribünenplätzen, der Betriebshof der Ruhrbahn, die Hauptfeuerwache sowie die alteingesessene Firma Theodor Goldschmidt AG, heute in die Evonik AG eingegliedert. Die Universität Duisburg-Essen nutzt neben dem ehemaligen Technikum auch andere Gebäude im Ostviertel.
Die 1904 errichtete St.-Barbara-Kirche wurde im Zweiten Weltkrieg stark beschädigt und 1965/1966 instand gesetzt. Im Dezember 2014 wurde sie profaniert und im März 2020 abgerissen.

### Bevölkerung
Am 31. März 2025 lebten 7.329 Einwohner im Ostviertel.
Strukturdaten der Bevölkerung im Ostviertel (Stand: 31. März 2025):
- Bevölkerungsanteil der unter 18-Jährigen: 18,6 % (Essener Durchschnitt: 16,9 %)[3]
- Bevölkerungsanteil der mindestens 65-Jährigen: 12,5 % (Essener Durchschnitt: 21,7 %)[4]
- Ausländeranteil: 46,4 % (Essener Durchschnitt: 20,6 %)[5]

### Schulen
Im Ostviertel gibt es die Grundschule Münsterschule, die Sonderschule Am Steeler Tor, die städtische Theodor-Goldschmidt-Realschule, sowie die Frida-Levy-Gesamtschule.

## Geschichte
An der Schützenbahn 70 befindet sich das unter Denkmalschutz stehende, vierstöckige Gebäude der ehemaligen Königlichen Maschinenbauschule Essen, später Technikum Essen, aus dem Jahr 1909. Diese Schule ging, wie auch die Königliche Baugewerkschule Essen an der Robert-Schmidt-Straße im Südostviertel, aus der 1901 mit Unterstützung der Friedrich Krupp AG gegründeten staatlich-städtischen Gewerbeschule hervor. Rückseitig liegt das Gebäude an der Waldthausenstraße, die an die seit dem 17. Jahrhundert in Essen ansässige Patrizier- und Industriellenfamilie Waldthausen erinnert. Aus der Schule gingen bedeutende Personen hervor, die wichtige Arbeiten für die Wirtschaft des rheinisch-westfälischen Industriegebietes leisteten.
Im Ostviertel gab es mehrere Steinkohle-Bergwerke, darunter die Zeche Graf Beust und die Zeche Hercules. Nach Stilllegung letzterer wurde in der Zeit des Nationalsozialismus in deren Gebäuden das Zwangsarbeiterlager Zeche Hercules eingerichtet.

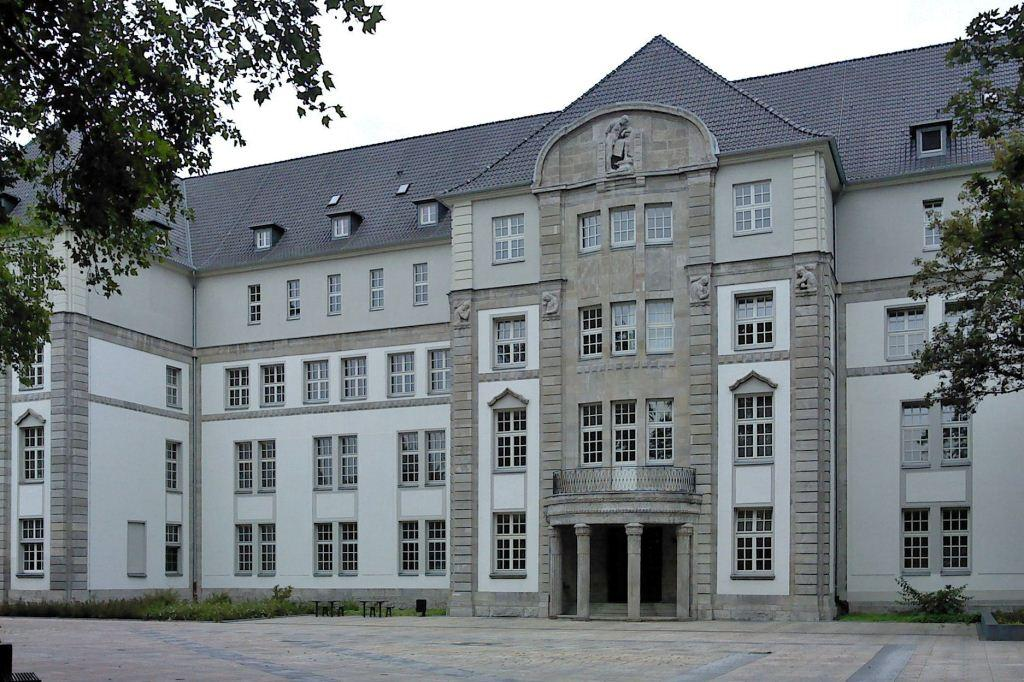
Ehemalige Maschinenbauschule
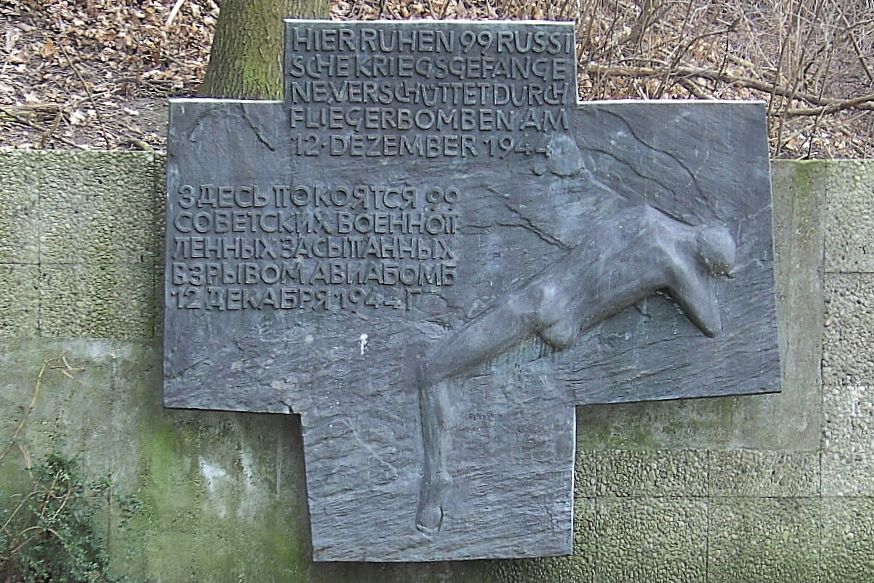
Gedenkstätte für russische Zwangsarbeiter hinter dem Ruhrbahn-Betriebshof
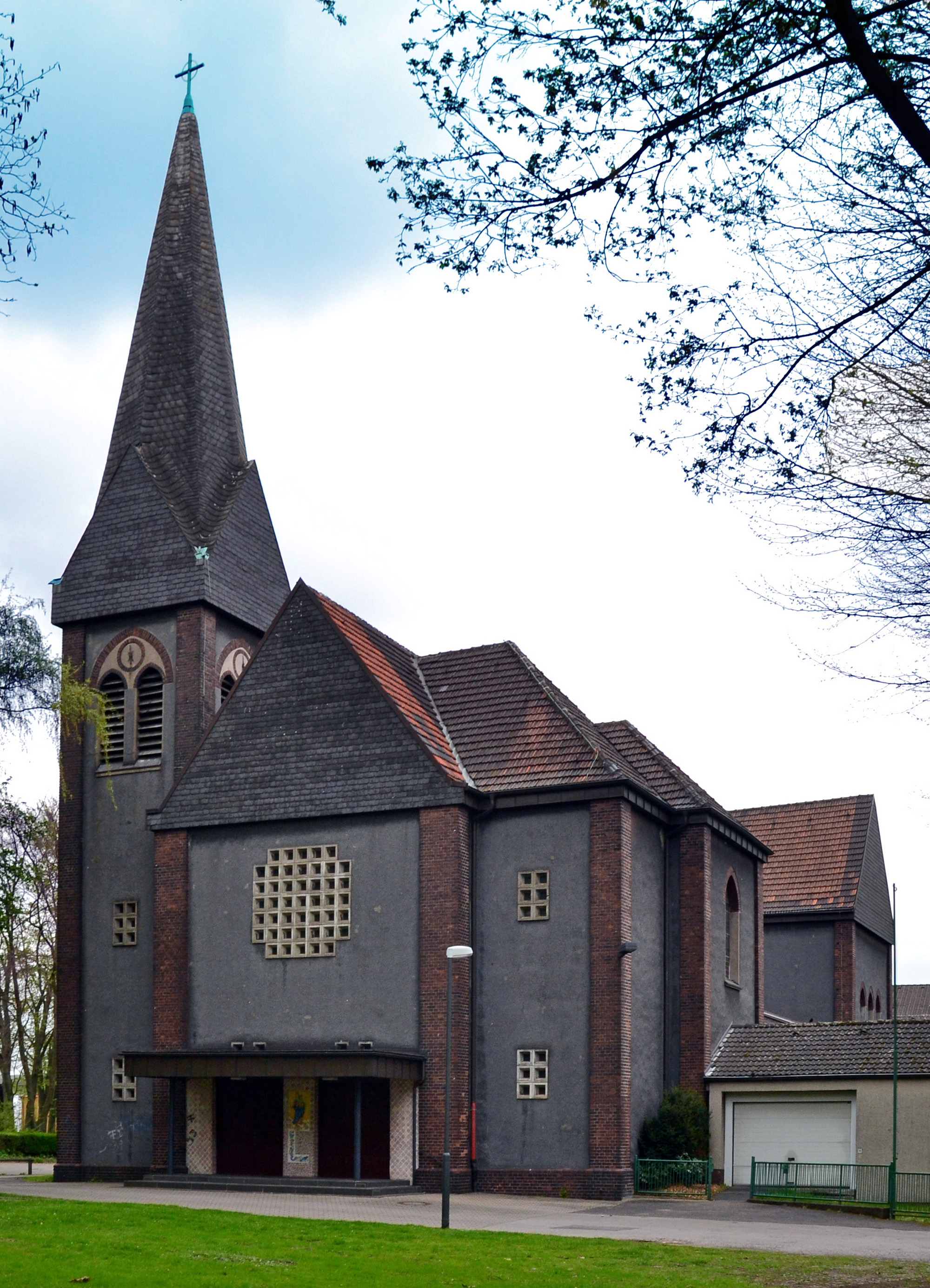
Ehemalige St.-Barbara-Kirche
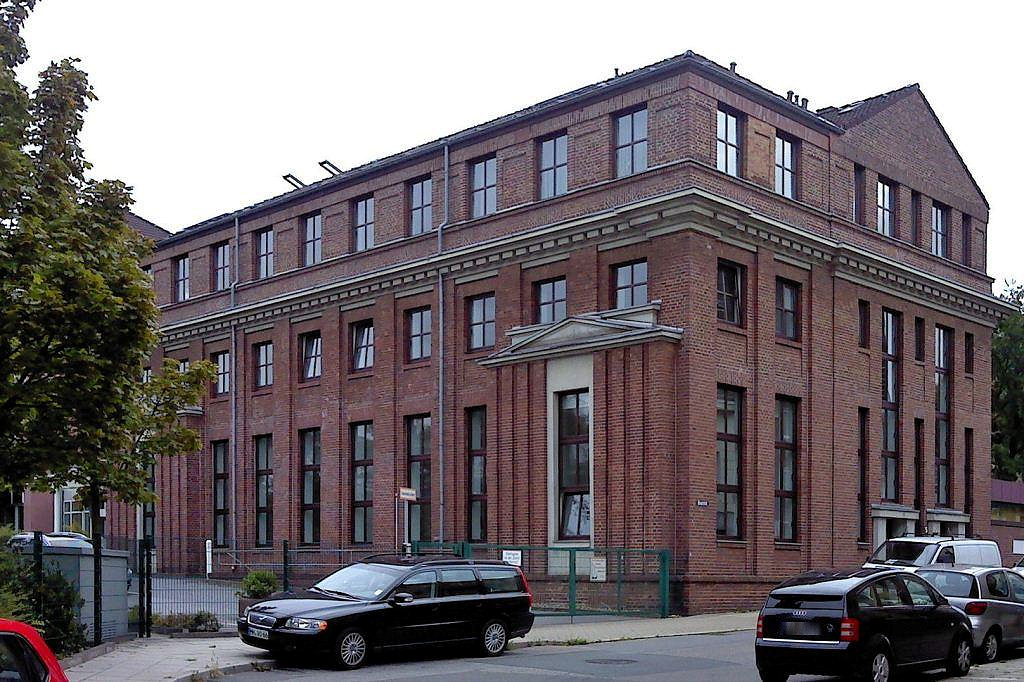
Verwaltungsgebäude der ehemaligen Zeche Graf Beust

### Bücherverbrennung 1933
Der Gerlingplatz, benannt nach der alteingesessenen Familie Gerling, war am 21. Juni 1933 Schauplatz der Bücherverbrennung in Essen.
1922 war der Platz in Republikplatz umbenannt worden. Er war ein traditioneller Versammlungsort der Essener Arbeiterbewegung. Am 8. Mai 1933 folgte für die Zeit des Nationalsozialismus die Umbenennung in Platz des 21. März. Hier fand am 21. Juni 1933 die späte Bücherverbrennung in Essen statt, wobei in anderen deutschen Städten bereits am 10. Mai des Jahres Bücherhaufen von Nationalsozialisten aufgetürmt und angezündet worden waren. Die SA hatte aus den Büchern u. a. von Thomas und Heinrich Mann, Erich Maria Remarque, Ernst Toller und Kurt Tucholsky einen Scheiterhaufen des Undeutschen errichtet, so schrieb es die Essener Nationalzeitung. Der SA-Standartenführer Otto Dahlem zündete den Bücherberg an, als sich Leute der SA- und der SS, Mitglieder der NSBO, Jungen in HJ-Uniform aber auch Schaulustige versammelten. Der Schriftsteller Richard Euringer, der sich den Nationalsozialisten anschloss, war zuvor zum Leiter der Essener Stadtbücherei ernannt worden. Er sagte bei der Bücherverbrennung: Dieses Geschreibsel wird nun heute in Flammen aufgehen. Das ist schön, symbolisch, bildhaft. Zuvor sonderte er 18.000 Bände aus dem Bestand der Stadtbücherei aus, deren Inhalt[e] mit der nationalsozialistischen Ideenwelt in Widerspruch stehen. Ein Teil davon fiel der Bücherverbrennung auf dem Gerlingplatz zum Opfer. 1945 erhielt der Gerlingplatz seinen alten Namen zurück.

## Wappen

Wappen der Essener Stadtmitte

Blasonierung: „In Blau ein schräglinkes goldenens (gelbes) Schwert, begleitet oben und unten von je drei goldenen (gelben) Kugeln.“
Das Wappen wurde von Kurt Schweder entworfen und hatte nie offiziellen Charakter. Ende der 1980er Jahre schuf der Heraldiker für alle Essener Stadtteile Wappen. Sie sind inzwischen von der Essener Bevölkerung gut angenommen worden.
Das Schwert als Attribut der Stadtpatrone Cosmas und Damian stellt den Bezug zum Essener Stadtwappen her. Die goldenen Kugeln symbolisieren die sechs Stadtteile Stadtkern, Nordviertel, Ostviertel, Südostviertel, Südviertel und Westviertel.